# Long Đỗ

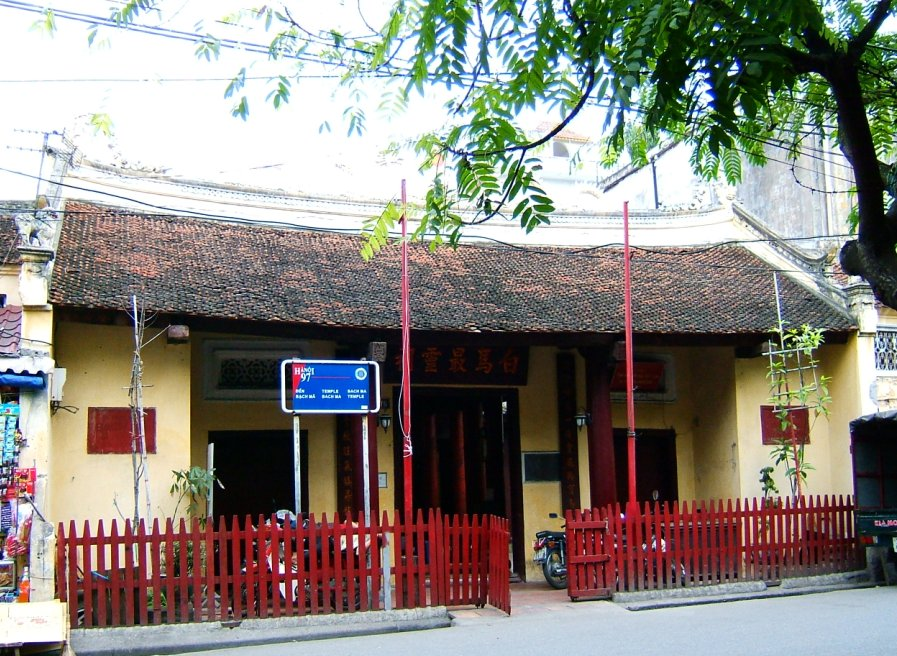
Đền Bạch Mã, một trong Thăng Long tứ trấn, ngôi đền chính thờ thần Long Đỗ.

Long Đỗ (龍肚) hay Long Độ, còn được gọi là thần Bạch Mã (白馬), là vị Thành hoàng đất Thăng Long, được thờ ở đền Bạch Mã, trấn phía Đông trong Thăng Long tứ trấn, cũng như nhiều đình, đền khác. Long Đỗ (có nghĩa là "rốn rồng", cũng chính là núi Nùng trong truyền thuyết), còn được dùng để chỉ đất Thăng Long-Hà Nội xưa. Thần núi Long Đỗ, nơi tiếp nhận khí thiêng sông núi của đất kinh thành Thăng Long, là vị thần bảo hộ cho nhân dân Thăng Long được an cư lạc nghiệp.

## Với Cao Biền
Hai cuốn sách cổ Lĩnh Nam chích quái và Việt điện u linh tập đã ghi chép lại sự tích về thần Long Độ (Long Đỗ), trong đó nhắc đến đoạn với Cao Biền như sau:
Khi xưa, Cao Biền đời nhà Đường được cử sang cai trị Giao Châu, cho đắp thành Đại La. Một hôm, Biền đang vẩn vơ dạo ngoài cửa đông thành, bỗng thấy mưa to gió lớn, rồi một đám mây ngũ sắc bốc lên từ mặt đất, tụ lại ở trên không, tia sáng bốc lên chói mắt, khí trời trở nên lạnh lẽo. Giữa đám mây, thấy hiện ra một người "đầu đội mão xích hoa, thân mặc áo tử hà, xiêm là, giày đỏ, bay lượn ở trong mây mù, hương lạ thơm lừng, đàn sáo hợp tấu, lững lờ uyển chuyển, lúc thấp lúc cao, lâu ước độ hai khắc rồi bỗng nhiên tan mất". Cao Biền kinh dị, cho là yêu quái. Đêm hôm ấy, Biền mộng thấy người gặp lúc ban ngày, đến bảo rằng: "Ta là Long Độ vương khí quân, thấy ông mở rộng kinh thành thì đến xem chơi, chớ có ngờ". Biền tỉnh dậy than: "Ta không biết làm chính trị nên quỷ thần vượt mặt ta, sự này là điềm lành hay điểm gở?". Có người khuyên Cao Biền dựng đền, đắp tượng thờ rồi lấy một nghìn cân sắt, đồng làm bùa trấn yểm, Biền làm y như vậy. Bỗng một trận cuồng phong nổi lên quật đổi cây to, tung đất, làm tất cả đồng sắt trấn yếm đều biến thành tro bụi. Biền than thở: "Ta phải về Bắc thôi", sau quả nhiên như thế.

## Thành hoàng Thăng Long
Đến đời Lý Thái Tổ, khi vua dời đô về Đại La và đổi tên thành Thăng Long (1010), muốn mở rộng phủ thành nhưng đắp thành xong đều bị lở, bèn cử người tới cầu thần. Đêm đó, vua nằm mộng thấy thần đến chúc mừng rồi dặn nhà vua cứ theo dấu vó ngựa đắp. Có con ngựa trắng từ đền đi ra, đi theo hướng Tây, vòng về hướng Đông, trở về điểm xuất phát rồi biến vào đền. Nhà vua y lời thần, bèn cho đắp thành xây lũy theo vết chân ngựa để lại, xây đến đâu chắc đến đấy. Lý Thái Tổ sai tạc một con ngựa trắng để thờ và ban sắc phong cho thần làm Quốc đô Định bang Thành hoàng đại vương, tức Thành hoàng của cả thành Thăng Long. Ngôi đền này vì thế cũng được gọi là đền Bạch Mã.
Đến đời Lý Thái Tông, cho mở phố chợ về Cửa Đông, dân cư buôn bán tấp nập, chen chúc huyên náo sát tới tận bên đền. Vua muốn dời đền đến chỗ thanh tịnh khác, nhưng rồi lại bảo: "Xưa lập ở đây, nay không nên dời đi chỗ khác"; mới đem sửa sang lại đền, liền với các nhà ngoài phố, nhưng vẫn để một khoảng làm nơi thờ thần. Đến đêm, thần hiển linh nổi trận gió bấc rất to, cả dãy phố đều đổ, duy chỉ có đền thờ thần vẫn nguyên vẹn. Vua lấy làm lạ hỏi, có người biết, tâu lại chuyện hiển linh của thần từ trước. Vua mừng nói: "Đó thật là vị thần coi việc nhân gian", xuống chiếu cho sửa lễ tế đền, cho thần hưởng lộc: cứ đến mùa xuân lại đến làm lễ cầu phúc. Vua lại sắc phong thần làm Quảng Lợi vương. Ở phố chợ Cửa Đông, ba lần phát hỏa, các nhà trong phố đều bị cháy, duy chỉ có chỗ đền thờ thần, lửa không bao giờ lấn tới. Thượng tướng Thái sư Trần Quang Khải có bài thơ đề tặng, hiện vẫn còn ở biển gỗ thờ tại đền:
| Tích văn hách trạc Đại vương linh, Kim nhật phương tri quỷ mị kinh. Hoả bắc tam khu thiêu bất tận, Phong lôi nhất trận phiến nan khuynh. Chỉ huy vọng lượng tam thiên chúng, Hô hấp tiễu trừ bách vạn binh. Nguyện trượng dư uy thanh Bắc khấu, Đôn linh vũ trụ lạc thăng bình. | Đại vương xưa nức tiếng oai linh Nay mới hay rằng ma quỷ kinh Lửa tụ ba khu không cháy miếu Gió lay một trận chẳng nghiêng mình Khiến sai bọn quỷ ba nghìn đứa Đánh dẹp loài ma trăm vạn binh Nhờ cậy dư uy trừ giặc Bắc Giúp ngay đất nước được thanh bình (Trần Lê Văn dịch) |

Niên hiệu Trùng Hưng năm đầu, lại sắc phong hai chữ Thánh hựu. Năm Hưng Long thứ hai mươi mốt, gia phong hai chữ Phu ứng, tấn tước Đại vương, phẩm trật Thượng tướng Thái sư. Sách Lĩnh Nam chích quái viết: "Đời Trần phong làm Thuận Dụ tự ứng đại vương. Chùa ở phường Hà Khẩu huyện Thọ Xương nay gọi là đền Bạch Mã". Sách Đại Nam nhất thống chí (quyển 13) khi giới thiệu về đền miếu của Hà Nội, đã dẫn sách Việt điện u linh tập của Lý Tế Xuyên, còn viết rằng: "Các vua đời sau cũng theo đó mà phong tới Bạch Mã Quảng Lợi Tối linh Thượng đẳng thần".
Văn bia Trùng tu Bạch Mã miếu bi ký, niên đại Minh Mệnh nguyên niên (1820), hiện còn tại đền có ghi rằng: "Ngài là vị Thành hoàng của kinh thành Thăng Long… Thần một thôn, một ấp đều được tôn kính, huống đây là vị thần chủ tể một khu vực ngàn dặm, được hàng trăm đời vua cúng tế. Các công lao ban phúc cho đất nước, giúp đỡ cho nhân dân, trong đó, cả đô thành và lân ấp đều được nhờ cậy".
Một trong những câu đối còn tại đền đã khái quát khá tiểu biểu công ơn của thần Bạch Mã:
Phù quốc lộ ư La Thành, vạn cổ uy thanh truyền mã tích
Ngật tôn từ vu giang tứ, thiên thu vượng khí trấn Long Biên
Tạm dịch:
Giúp nước thịnh ở La Thành, muôn thuở uy danh truyền dấu ngựa
Bến sông nước, nghìn năm vượng khí giữ Long Biên

## Tên gọi
Trong các văn bản cổ, đặc biệt là Việt điện u linh và Lĩnh Nam chích quái có sự không thống nhất về tên gọi của thần, cụ thể là "Long Đỗ" và "Long Độ", "Quảng Lợi" và "Quảng Lại". Trong sáu bản Việt điện u linh lưu tại Viện nghiên cứu Hán Nôm, tên gọi của thần trong truyện "Quảng Lợi thánh hựu uy tế phu ứng đại vương" có năm bản ghi là "Long Độ", có một bản là "Long Đỗ', và tất cả các bản ghi là "Quảng Lợi". Ngược lại, trong 7 trên chín bản Lĩnh Nam chích quái lưu tại Viện có chép "Long Đỗ vượng khí truyện" hay "Long Đỗ chính khí thần truyện", tất cả đều ghi là "Long Đỗ", có một bản chép là "Quảng Lợi", một bản chép là "Quảng Lại".
Về sự khác biệt này, các nhà nghiên cứu ở Việt Hán Nôm dựa vào sách Trấn Vũ quán lục, thấy rằng "Long Độ" vốn là tên đất Long Biên vào cuối đời Hùng Vương, Sĩ Nhiếp khi làm Thái thú Giao Châu, được phong tước "Long Độ đình hầu". Họ cho rằng Long Độ là tên gọi gốc, đến đời nhà Trần, do có lệ kiêng húy tên Thái sư Trần Thủ Độ nên mới đổi thành "Long Đỗ". Cũng như vậy, sang thời Lê, theo sách Bạch Mã thần từ khảo chính, "vì kiêng húy Thái Tổ là Lê Lợi mà đổi chữ "Lợi" trong "Quảng Lợi" thành chữ "Lại" trong "Quảng Lại" vậy".
Tuy đổi tên vì kiêng húy, nhưng ý nghĩa của những chữ này đều có thể thay thế cho nhau. "Long Độ" là tên gọi của đất Hà Nội xưa, "Long Đỗ" nghĩa là bụng rồng, nghĩa lại càng gần gũi với đất Thăng Long được mang tên từ thời Lý Thái Tổ. "Quảng Lợi" có thể hiểu là "làm lợi rộng khắp", đổi sang chữ Lại có nghĩa là "chỗ dựa", lại càng làm bật rõ được ý nghĩa của thần Bạch Mã, là vượng khí đất Long Độ, là chỗ dựa phù hộ cho nước cho dân.
Về cơ bản các tên gọi đều muốn chỉ đến rốn rồng- là nơi mà Đất và Trời gặp nhau, là trung tâm của vũ trụ - theo quan điểm phương Đông, bụng có một vai trò quan trọng như tim trong quan điểm của phương Tây

## Với thần Tô Lịch
Trong Lĩnh Nam chích quái cũng như trong tín ngưỡng dân gian từ lâu, thường đồng hóa hai vị thần của núi Nùng (Long Đỗ) và vị thần của sông Tô Lịch (Tô Lịch) lại làm một. Trong Tô Lịch giang thần truyện của  Lĩnh Nam chích quái đã chép lại truyện thần sông Tô Lịch, trong đó có đoạn sau:
| “ | ...[Cao] Biền thông hiểu thiên văn địa lý, xem hình thế đất mà xây thành Đại La ở phía tây Lô Giang, chu vi 30 dặm để ở. Có dòng sông con từ Lô Giang chảy vào phía Tây Bắc, cuốn quanh phía nam, ôm lấy thành Đại La rồi lại nhập vào sông cái. Hồi đó đang giữa tháng sáu nước mưa lên cao: Biền cưỡi thuyền nhẹ thuận dòng vào tiểu giang đi khoảng một dặm, bỗng thấy một cụ già râu tóc bạc phơ, dung mạo dị kỳ, tắm ở giữa dòng sông, cười nói tự nhiên. Biền hỏi họ tên. Đáp: ta họ Tô tên Lịch. Biền lại hỏi: Nhà ở đâu? Đáp: Nhà ở trong sông này. Dứt lời, lấy tay đập nước bắn tung mù mịt, bỗng nhiên không thấy đâu nữa. Biền biết là thần, bèn đặt tên sông là Tô Lịch. Một buổi sớm khác, Biền ra đứng ở bờ sông Lô Giang, phía đông thành Đại La, thấy trận gió lớn nổi lên, sóng nước cuồn cuộn, mây trời mù mịt, có một dị nhân đứng trên mặt nước, cao hơn hai trượng, mình mặc áo vàng, đầu đội mũ tím, tay cầm hốt vàng rực rỡ một khoảng trời, chập chờn lên xuống trên khoảng không. Mặt trời cao ba con sào, khí mây hãy còn mù mịt, Biền rất kinh dị, muốn yểm thần. Đêm nằm mộng thấy thần nhân tới nói rằng: "Chớ yểm ta, ta là tinh ở Long Đỗ, đứng đầu các địa linh, ông xây thành ở đây, ta chưa được gặp, cho nên tới xem đó thôi, ta có sợ gì bùa phép?" Biền kinh hãi. Sáng hôm sau, Biền lập đàn niệm chú, lấy kim đồng thiết phù để yểm. Đến hôm ấy, sấm động ầm ầm, gió mưa dậm dật, đất trời u ám, thần tướng hò reo, kinh thiên động địa. Trong khoảnh khắc, kim đồng thiết phù bật ra khỏi đất, biến thành tro, bay tan trên không. Biền càng kinh hãi, than rằng: "Xứ này có thần linh dị, ở lâu tất chuốc lấy tai vạ". Sau Ý Tông triệu Biền về, quả nhiên Biền bị giết và Cao Tầm được cử sang thay. | ” |

Trong phần mở đầu của cuốn sách này, Vũ Quỳnh còn viết: "Tô Lịch là thần đất Long Đỗ, Xương Cuồng là thân cây chiên đàn, một đằng thì lập đàn tế lễ, dân được hưởng phúc, một đằng thì dùng trò vui mà trừ, dân được thoát hoa, việc tuy kì dị mà không quái đản, văn tuy thần bì mà không nhảm nhí, tuy có phần hoang đường mà tông tích vẫn có phần bằng cứ, há chẳng phải chỉ cốt khuyên điều thiện, răn điều ác, bỏ giả theo thật để khuyến khích phong tục mà thôi ư?", cho thấy việc đồng hóa hai vị thần Tô Lịch và Long Đỗ. Một số phiên bản của Lĩnh Nam chích quái cũng chép đoạn sau của truyện này, kể chuyện khi Lý Thái Tổ dời đô, thần Tô Lịch thác mộng chúc mừng vua và cũng được vua phong là "Đô quốc Thành hoàng đại vương", tức Thành hoàng của Thăng Long.
Ngược lại, trong cuốn sách Việt điện u linh của Lý Tế Xuyên lại coi hai vị thần sông Tô Lịch và thần đất Long Đỗ là hai vị khác nhau, chép ở hai truyện riêng là "Bảo quốc Trấn linh Định bang Quốc đô thành hoành đại vương" và "Quảng Lợi thánh hựu uy tế phu ứng đại vương". Ngoài ra có ngôi đình ở Hà Nội như đình Tân Khai lại thờ riêng cả hai vị thần Tô Lịch và Bạch Mã.
Theo quan điểm của nhà nghiên cứu Lê Văn Lan thì cũng cho rằng thần Tô Lịch và thần Long Đỗ là một. Ông cho rằng tên gốc của thần là Tô Lịch, vốn là vị già làng của một thôn làng bên bờ sông Tô, một "làng Hà Nội gốc", được gọi là "hương Long Đỗ":
| “ | Trong đền Bạch Mã còn có một tượng nhân thần nữa, làm bằng đồng. Đó là, tượng thần Long Đỗ, vốn là vị thần của hương Long Đỗ - làng Rốn Rồng. Đấy là nơi tụ cư đầu tiên trên đất kinh kỳ, sau này. Cả nghìn năm trước khi Lý Thái Tổ định đô và dựng kinh thành Thăng Long, cư dân hương Long Đỗ, đã chọn ngọn Núi Nùng - Nùng Sơn chính khí - và dòng sông Tô - Tô Lịch giang thần - làm chỗ dựa phong thủy ở chính giữa đất trời. Người đứng đầu làng sau đấy trở thành phúc thần, che đỡ cho cả vùng đất Rồng thiêng, ngày càng mở rộng ra, quanh chỗ Rốn Rồng... | ” |